# Daniela Pfeiffer

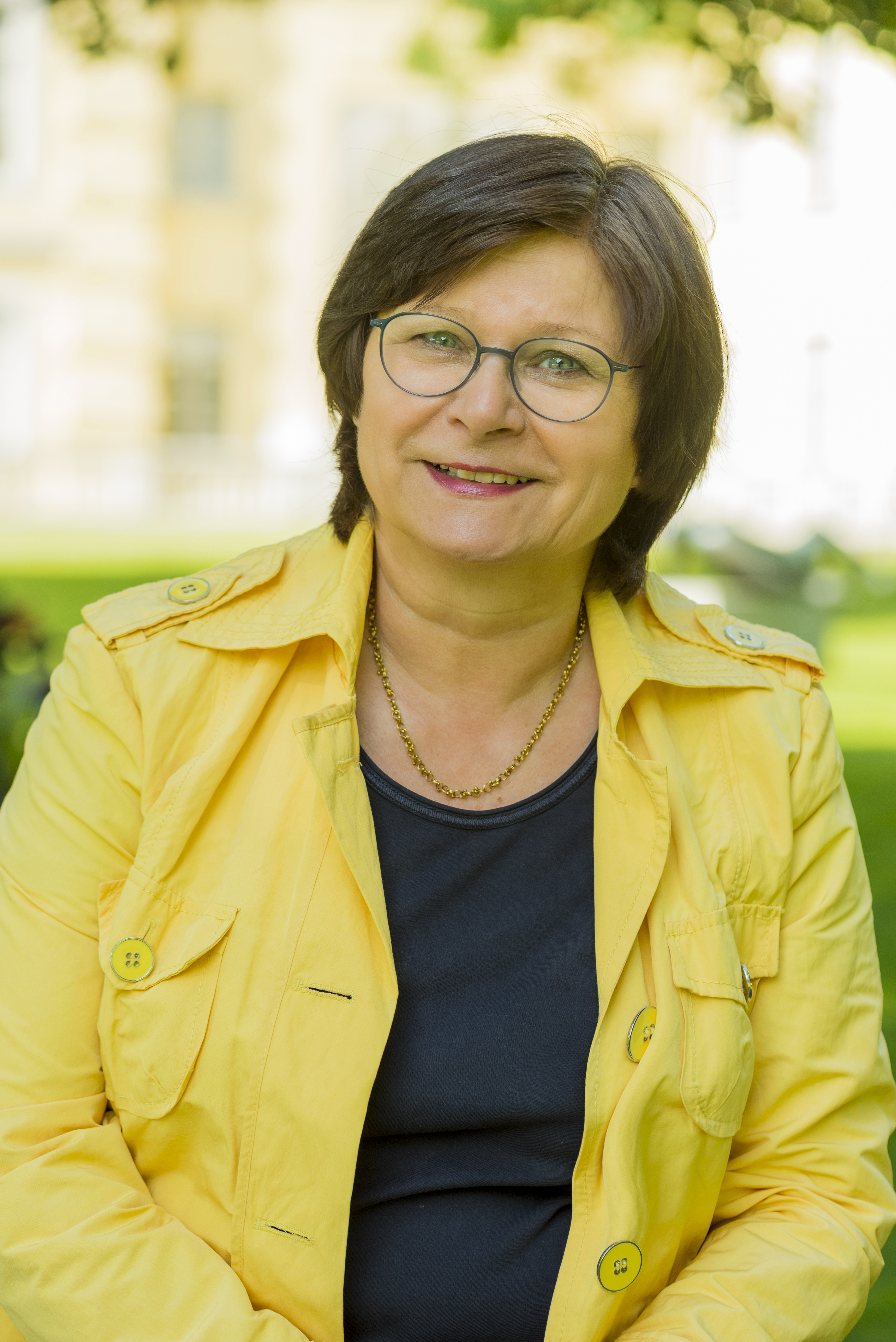
Daniela Pfeiffer (2021)

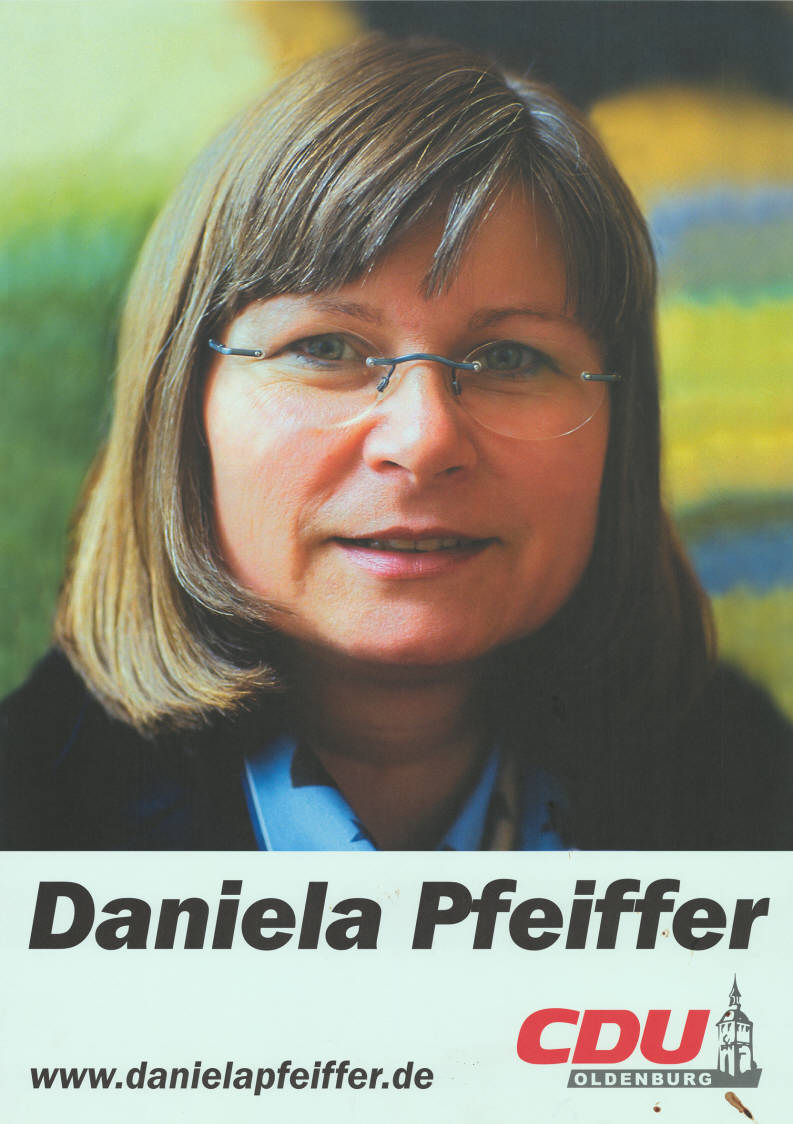
Daniela Pfeiffer auf einem Landtagswahlplakat (2003)

Daniela Pfeiffer (* 22. August 1957 in Reutlingen) ist eine deutsche Politikerin, zuerst in der CDU, seit 2011 in der FDP. Sie ist verheiratet und hat zwei Kinder.

## Ausbildung und Beruf
Nach dem Abitur in Bonn studierte sie Rechtswissenschaften in Tübingen und Hamburg. Derzeit arbeitet sie als Mediatorin in Oldenburg.

## Politik
Sie trat 1974 der Jungen Union bei und 1999 der CDU.
Dem Landtag Niedersachsen gehörte sie von 2003 bis 2008 an und war dort im Kultusausschuss und im Ausschuss für Wissenschaft und Kultur sowie im Ausschuss für Häfen und Schifffahrt. Außerdem war sie in der Enquête-Kommission „Demographischer Wandel“. 2011 wechselte sie zur FDP. Bei der Kommunalwahl im selben Jahr konnte Daniela Pfeiffer ihr Mandat im Oldenburger Stadtrat aufgrund des schlechten Abschneidens der FDP, die nur ein Mandat erlangte, nicht halten.
Am 12. September 2021 wurde sie für die FDP in den Oldenburger Stadtrat gewählt.